# Ossos
Pour les articles homonymes, voir OSSOS.
Pour plus de détails, voir Fiche technique et Distribution.
Ossos est un film portugais réalisé par Pedro Costa, sorti en 1997. Il fait partie de la sélection officielle à la Mostra de Venise 1997.

## Synopsis
L'errance dramatique d'un jeune couple et d'un bébé dans les rues d'un quartier pauvre de Lisbonne.

## Fiche technique
- Titre français : Ossos
- Réalisation et scénario : Pedro Costa
- Production : Paulo Branco
- Pays d'origine : Portugal
- Format : Couleurs - 35 mm - 1,66:1 - Dolby
- Genre : drame
- Durée : 94 minutes
- Date de sortie :
  - 2 septembre 1997 :  Italie (Mostra de Venise 1997)

## Distribution
- Vanda Duarte : Clotilde
- Nuno Vaz : le père
- Mariya Lipkina : Tina
- Isabel Ruth : Eduarda
- Inês de Medeiros : la prostituée
- Miguel Sermão : la mari de Clotilde
- Berta Susana Teixeira : l'infirmière
- Clotilde Montron : un ami
- Zita Duarte : un ami

## Distinction
- - Mostra de Venise 1997 : Prix Osella de la meilleure photographie